# Wilhelm Schirmer

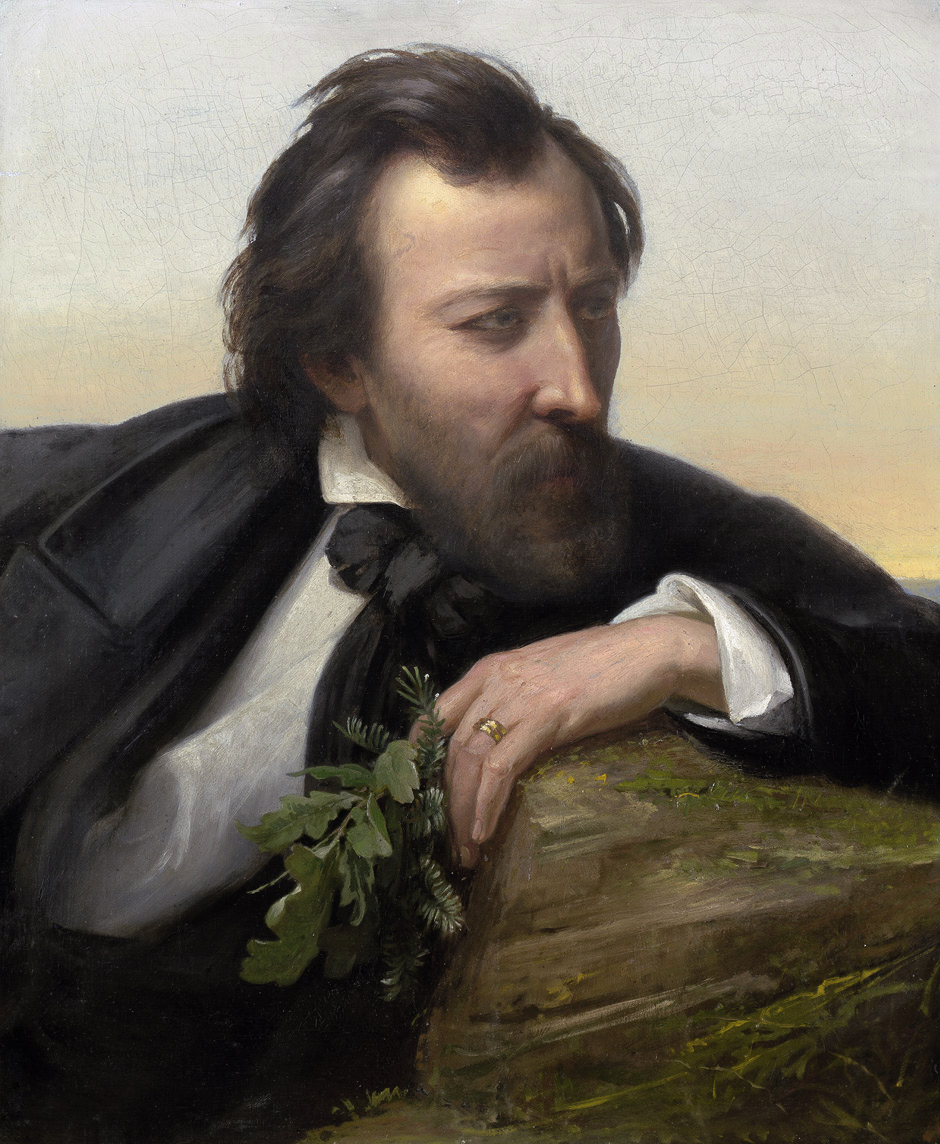
August Wilhelm Ferdinand Schirmer

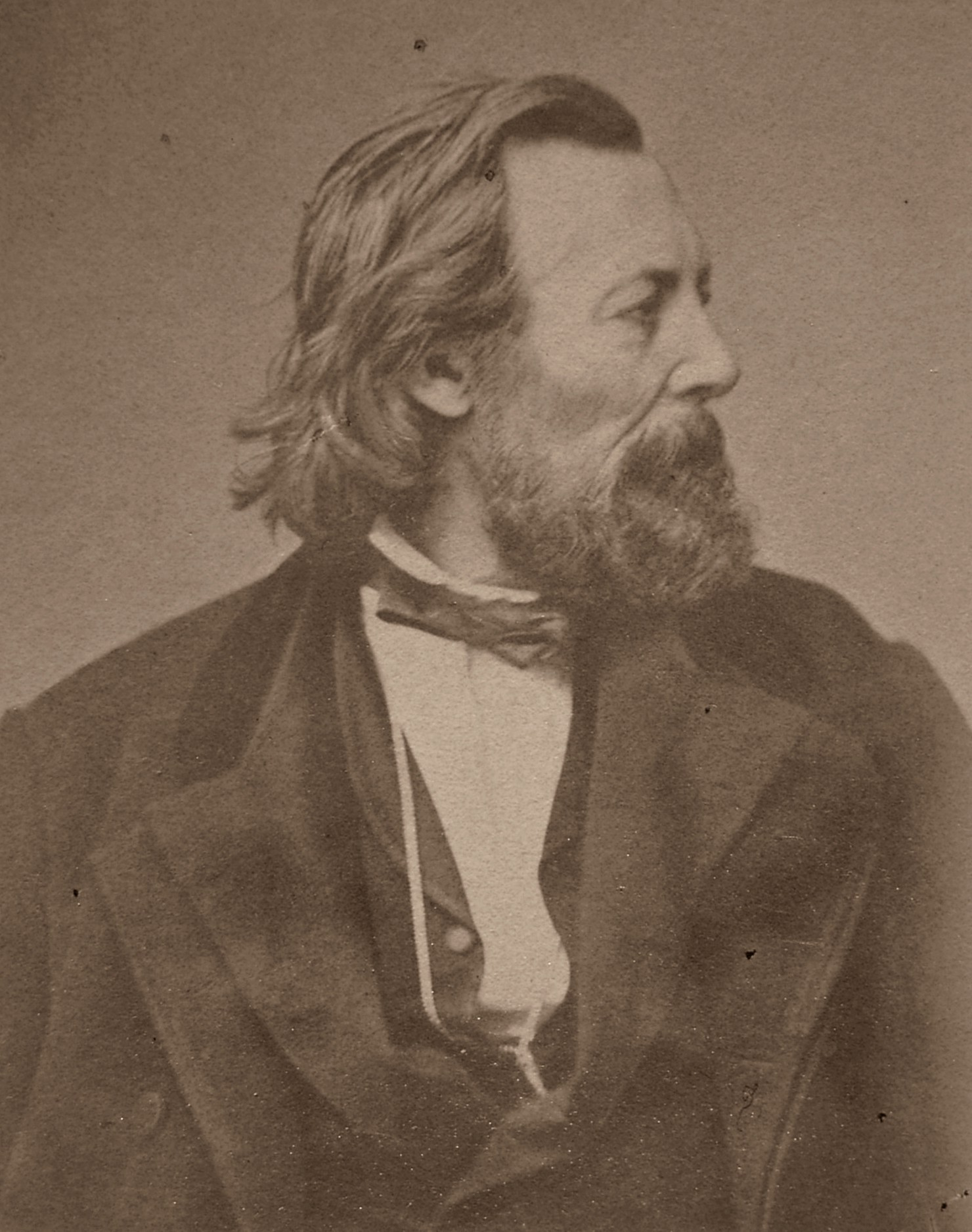
Wilhelm Schirmer

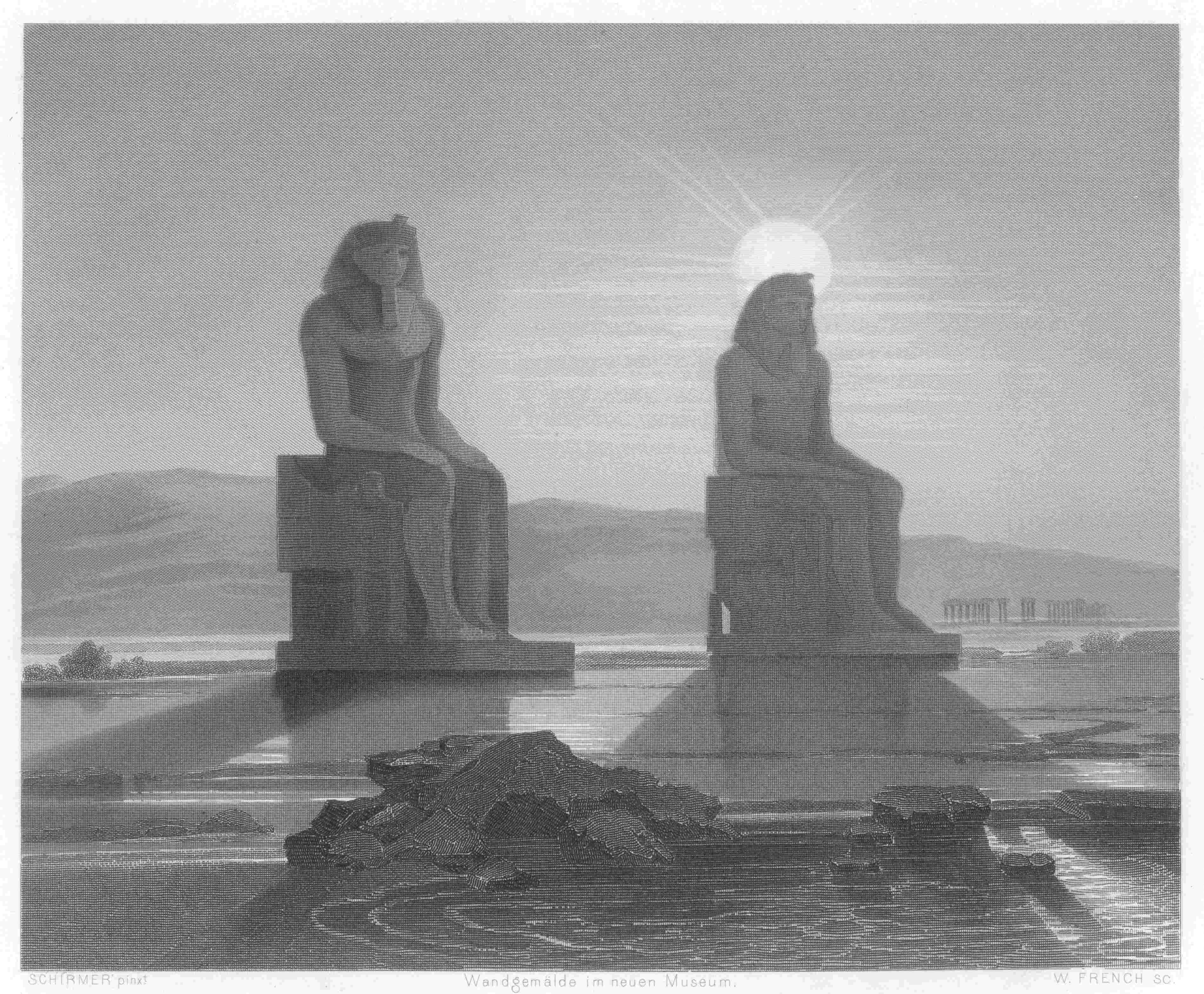
Die Memnonstatuen zu Theben, Ägyptischer Hof des Neuen Museums in Berlin, Stahlstich von W. French nach Wilhelm Schirmer

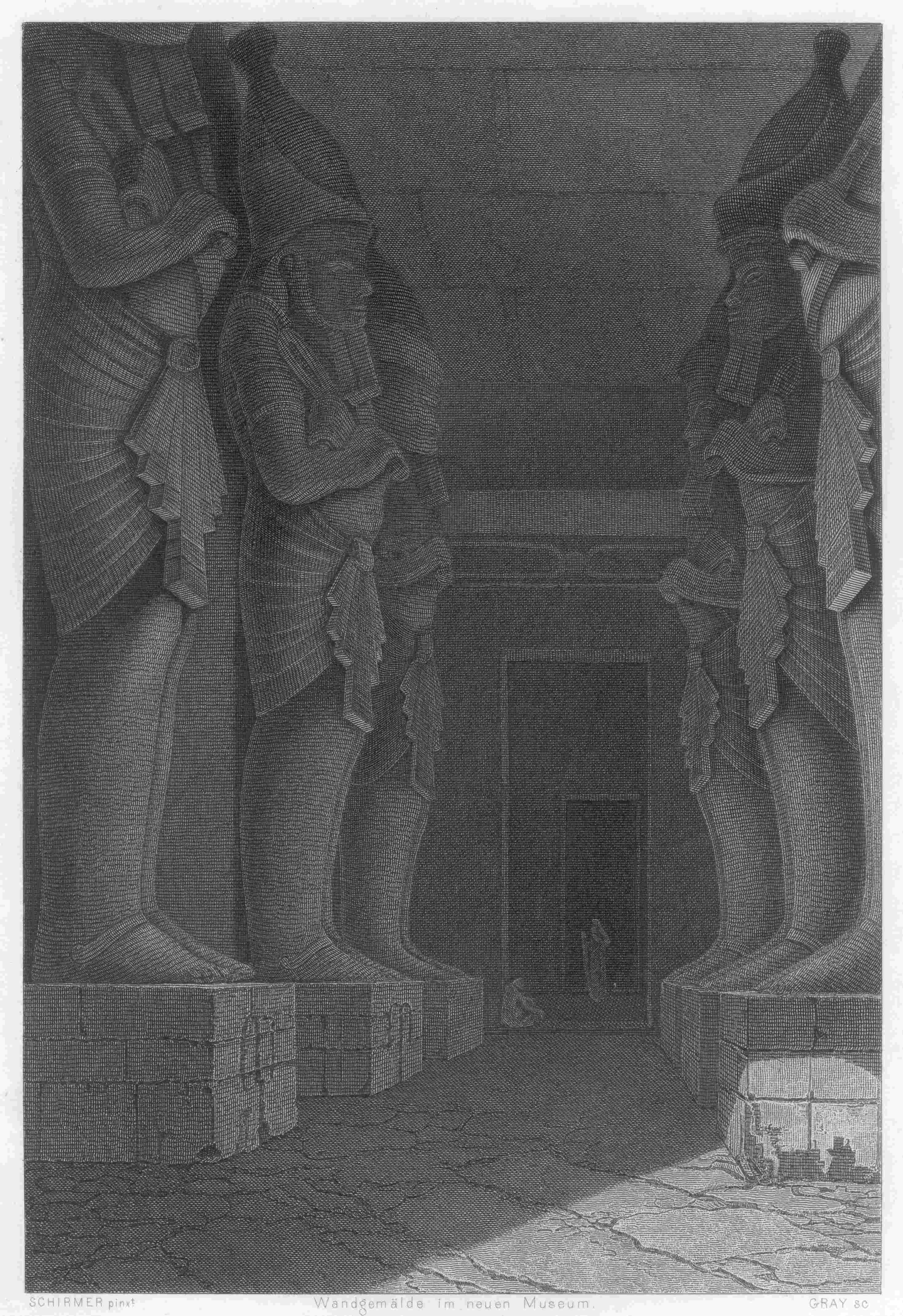
Der Tempel zu Gerf Hussein, Ägyptischer Hof des Neuen Museums in Berlin, Stahlstich von J. Gray nach Wilhelm Schirmer

August Wilhelm Ferdinand Schirmer (* 6. Mai 1802 in Berlin; † 8. Juni 1866 in Nyon) war ein deutscher Maler.
Die Namensähnlichkeit und die Überschneidungen in Lebenszeit und Sujet führen zu häufiger Verwechslung mit Johann Wilhelm Schirmer (1807–1863).

## Leben
Wilhelm Schirmer begann seine Laufbahn als Blumenmaler. Bis 1823 war er bei der Königlichen Porzellan-Manufaktur Berlin beschäftigt. Anschließend widmete er sich der Landschaftsmalerei und war an der Umgestaltung von Park und Schloss Glienicke beteiligt, wo er mit Peter Joseph Lenné zusammenarbeitete. Die Jahre von 1827 bis 1831 verbrachte er in Italien.
Nach seiner Rückkehr ließ er sich in Berlin nieder und gründete hier ein Atelier, das in kurzer Zeit zum Mittelpunkt eines großen Schülerkreises wurde. In diese Zeit fällt die Zusammenarbeit mit Fürst Hermann von Pückler-Muskau für die Illustrationen in dessen Andeutungen über Landschaftsgärtnerei. 1835 wurde er zum Mitglied der Berliner Akademie ernannt, wo er ab 1839 Landschaftsmalerei unterrichtete. 1843, der Maler Carl Blechen nennt das Jahr 1840, wurde er Professor und 1852 Senatsmitglied.
Auf der Heimkehr von einer Reise nach Italien starb Wilhelm Schirmer im Juni 1866 in Nyon am Genfersee im Alter von 64 Jahren. Er wurde auf dem Alten St.-Matthäus-Kirchhof in Schöneberg bei Berlin beigesetzt. Das Grab ist nicht erhalten geblieben.

## Werke (Auswahl)
- Mehrere Zeichnungen von Schloss und Park Glienicke (im Rahmen der Zusammenarbeit mit Fürst Pückler entstanden).
  - Ansicht der Sommerwohnung des Prinzen Carl in Glienicke, 1824, Federzeichnung, aquarelliert, auf Papier, Bild: 12,9 × 19,5; Papier 18,4 × 25,2
- 1834 Aufnahme von 44 Tafeln als Illustrationen zu Hermann von Pückler-Muskaus Andeutungen über Landschaftsgärtnerei
- Torquato Tassos Haus bei Sorrent, 1837, Öl auf Leinwand, 42 × 87 cm, Nationalgalerie Berlin
- ab 1847 stereochrome Wandmalereien im Neuen Museum in Berlin
  - Das Ramesseum in Theben im Ägyptischen Hof
  - Die Memnonstatuen zu Theben im Ägyptischen Hof
  - Der Tempel zu Gerf Hussein im Ägyptischen Hof
  - Der Tempel des Zeus Panhellenios zu Aegina im Griechischen Saal
  - Phigalia mit dem Tempel des Apollo Epikurios im Griechischen Saal
- Hafenansicht, 1853, Gemälde im Malachit-Zimmer, Orangerieschloss Potsdam
- Fischer bei Sorrent, 1864, Öl auf Leinwand, 109 × 109 cm, Nationalgalerie Berlin